# Episodi di Mad Men (prima stagione)

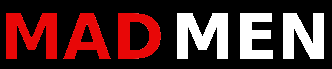
Logo della serie televisiva

La prima stagione della serie televisiva Mad Men è stata trasmessa in prima visione negli Stati Uniti d'America da AMC dal 19 luglio al 18 ottobre 2007.
In Italia è stata trasmessa in prima visione satellitare da Cult dal 18 marzo al 29 aprile 2008.
| nº | Titolo originale        | Titolo italiano        | Prima TV USA      | Prima TV Italia |
| -- | ----------------------- | ---------------------- | ----------------- | --------------- |
| 1  | Smoke Gets in Your Eyes | Fumo negli occhi       | 19 luglio 2007    | 18 marzo 2008   |
| 2  | Ladies' Room            | Cosa vogliono le donne | 26 luglio 2007    | 18 marzo 2008   |
| 3  | Marriage of Figaro      | Le nozze di Figaro     | 2 agosto 2007     | 25 marzo 2008   |
| 4  | New Amsterdam           | La Casta               | 9 agosto 2007     | 25 marzo 2008   |
| 5  | 5G                      | La stanza 5G           | 16 agosto 2007    | 1º aprile 2008  |
| 6  | Babylon                 | Babilonia              | 23 agosto 2007    | 1º aprile 2008  |
| 7  | Red in the Face         | Una piccola vendetta   | 30 agosto 2007    | 8 aprile 2008   |
| 8  | The Hobo Code           | Fascino italiano       | 6 settembre 2007  | 8 aprile 2008   |
| 9  | Shoot                   | Concorrenza sleale     | 13 settembre 2007 | 15 aprile 2008  |
| 10 | Long Weekend            | Il lungo week-end      | 27 settembre 2007 | 15 aprile 2008  |
| 11 | Indian Summer           | Un caldo tropicale     | 4 ottobre 2007    | 22 aprile 2008  |
| 12 | Nixon Vs. Kennedy       | Nixon contro Kennedy   | 11 ottobre 2007   | 22 aprile 2008  |
| 13 | The Wheel               | La ruota del destino   | 18 ottobre 2007   | 29 aprile 2008  |

## Fumo negli occhi
- Titolo originale: Smoke Gets in Your Eyes
- Diretto da: Alan Taylor
- Scritto da: Matthew Weiner

### Trama
Marzo 1960. A tarda sera, in un bar di New York, Don Draper, direttore creativo dell'agenzia pubblicitaria Sterling Cooper, si sforza di trovare un'idea per la nuova campagna pubblicitaria del marchio di sigarette Lucky Strike, in difficoltà a causa del crescente impatto sull'opinione pubblica delle ricerche che dimostrano i danni del fumo per la salute. Più tardi, Don si reca a casa della sua amante Midge, pittrice, e passa la notte con lei.
La mattina seguente, gli impiegati della Sterling Cooper, che ha sede in Madison Avenue, arrivano al lavoro. Pete Campbell, account executive dell'agenzia, parla al telefono con la sua fidanzata Trudy, che presto sarà sua moglie, e organizza con i colleghi Harry Crane, Salvatore Romano e Ken Cosgrove il suo addio al celibato. Nel frattempo, la segretaria-capo Joan Holloway accoglie una nuova assunta, la giovane Peggy Olson, appena uscita dalla scuola per segretarie e assegnata alla scrivania di Draper, mostrandole gli uffici, illustrandole i suoi compiti e dandole vari suggerimenti, tra cui quello di curare di più il proprio aspetto (Peggy è vestita molto modestamente e in modo un po' antiquato), e indicandole anche l'indirizzo di un medico che prescrive pillole anticoncezionali a donne non sposate, che Peggy visiterà in seguito.
Nel suo ufficio, Don Draper e il disegnatore Salvatore Romano discutono della campagna per la Lucky Strike; entra una severa ricercatrice di origini austriache, che suggerisce di far leva sul desiderio inconscio di morte studiato da Freud: chi ama il pericolo e il rischio, ama anche fumare. Don non è affatto convinto, e nonostante lei gli presenti uno studio in cui vengono smentiti i danni delle sigarette lui come risposta lo getta senza scrupoli nel cestino.
Poco dopo, Peggy fa entrare nell'ufficio di Don Pete Campbell, che la osserva in modo molto indiscreto e le rivolge commenti abbastanza volgari, dicendole che non commetterebbe chissà quale peccato se mostrasse un po' di gambe: Don lo rimprovera per la sua maleducazione. I due si recano quindi a una riunione di lavoro con il proprietario ebreo di un grande magazzino che per la sua pubblicità desidera rivolgersi ai creativi della Sterling Cooper: Don è sorpreso di vedere che questi è in realtà una donna, Rachel Menken, la quale respinge decisamente le sue proposte, giudicandole poco originali e poco adatte al suo negozio. Nervoso, Don replica che non ha intenzione di essere trattato in quel modo da una donna, e lascia la stanza.
Il successivo meeting è con i proprietari della Lucky Strike, Lee Garner Sr. e il figlio Lee Garner Jr.: Don, Pete e Roger Sterling, il proprietario dell'agenzia, li informano che non sarà più possibile basare la campagna pubblicitaria sull'affermazione che le sigarette non sono dannose per la salute, quindi Roger lascia la parola a Don, il quale però non sa che dire. Per rompere l'imbarazzante silenzio, Pete interviene e propone l'idea della sigaretta come inconscio desiderio di morte, ma gli imprenditori la rifiutano seccamente e fanno per andarsene: in quel momento, Don ha un improvviso colpo di genio e salva la situazione.
Nell'ufficio di Don, Roger lo incoraggia a riconsiderare le sue perplessità sulla possibilità di organizzare la campagna presidenziale del candidato Richard Nixon, quindi Peggy lo ringrazia per averla difesa da Pete, ma Don la sgrida aspramente per avergli permesso di entrare nella sua stanza e frugare nella sua spazzatura.
La sera, Pete e i suoi colleghi si recano in un night club per festeggiare il suo addio al celibato. Nel frattempo, Don cena assieme a Rachel Menken, e si scusa per il suo comportamento scortese. I due si scambiano anche qualche confidenza, e la donna accetta di fissare un nuovo incontro alla Sterling Cooper.
Finito il party, Pete, ubriaco, si presenta a casa di Peggy dicendole di voler passare la notte con lei: la ragazza lo fa entrare senza esitare. Intanto Don ritorna a casa, dove lo aspettano, già a letto, sua moglie e i suoi due figli.
- Guest star: John Slattery (Roger Sterling), Rosemarie DeWitt (Midge Daniels), John Cullum (Lee Garner Sr.), Darren Pettie (Lee Garner Jr.)
- Nota. Questo episodio non è da confondere con quello omonimo della quarta stagione.

## Cosa vogliono le donne
- Titolo originale: Ladies' Room
- Diretto da: Alan Taylor
- Scritto da: Matthew Weiner

### Trama
Roger Sterling e Don Draper sono a cena insieme accompagnati dalle rispettive mogli: mentre il primo si abbandona ai ricordi d'infanzia, Don è molto riluttante a parlare di sé. Nel bagno del ristorante, la moglie di Don, Betty, a causa di un forte tremore alle mani ha difficoltà a mettersi il rossetto.
Il giorno seguente, alla Sterling Cooper, Bertram Cooper, uno dei soci fondatori, riesce a convincere Don ad accettare l'incarico per la campagna presidenziale di Nixon. Peggy, essendo l'ultima arrivata, è subito oggetto delle attenzioni degli uomini dell'ufficio, sebbene ella pensi solo a Pete, assente perché in luna di miele alle cascate del Niagara.
A casa Draper, Betty e la sua amica Francine spettegolano sulla nuova vicina, Helen Bishop, che suscita la loro curiosità perché è divorziata e vive da sola con un figlio di nove anni, Glen. Poco dopo, Betty esce in auto con i figli, Sally e Robert, ma di nuovo il tremore alle mani le fa perdere il controllo del mezzo, e l'auto va fuori strada, fortunatamente senza gravi conseguenze per i passeggeri. Quando Don arriva a casa (ha passato il pomeriggio dalla sua amante Midge), Betty gli dice che dagli esami che ha fatto non risulta avere malattie, e non sa spiegarsi il perché le capitino questi incidenti. Chiede al marito se non sia opportuno rivolgersi a uno psichiatra, Don è inizialmente contrario, ma, in seguito, acconsente.
Al lavoro, dopo un infruttuoso meeting per decidere la strategia per la pubblicità di un deodorante, il creativo Paul Kinsey accompagna Peggy in un tour degli uffici della Sterling Cooper e dei suoi tre dipartimenti: media, reparto vendite e reparto creativo.
Mentre Betty ha il suo primo appuntamento con uno specialista sulla Park Avenue, al quale confida con qualche imbarazzo la sua sensazione di ansia che non sa spiegarsi, Don si reca da Midge. Paul tenta di baciare Peggy, che lo respinge, dicendogli di avere in testa un altro. Più tardi, si lamenta con Joan del modo in cui in ufficio le ragazze vengono continuamente infastidite dagli uomini.
A sera, dopo che Betty è già andata a letto, Don telefona al suo psichiatra, il dr. Wayne, per farsi dire di cosa i due hanno parlato durante la visita.
- Guest star: John Slattery (Roger Sterling), Rosemarie DeWitt (Midge Daniels), Talia Balsam (Mona Sterling), Robert Morse (Bertram Cooper), Anne Dudek (Francine Hanson)

## Le nozze di Figaro
- Titolo originale: Marriage of Figaro
- Diretto da: Ed Bianchi
- Scritto da: Tom Palmer

### Trama
Mentre è seduto in treno diretto al lavoro, Don viene salutato amichevolmente da un uomo che si rivolge a lui chiamandolo "Dick": imbarazzato, Don non lo corregge e sembra in difficoltà, ma fortunatamente per lui l'uomo deve scendere alla fermata successiva.
Pete Campbell è tornato dal viaggio di nozze molto contento e innamoratissimo della moglie: quando incontra Peggy, le dice che ora che è sposato non intende continuare la relazione con lei. Peggy nasconde la sua delusione e risponde che per lei non è un problema.
A un meeting con Rachel Menken, Don e la donna si scambiano sguardi d'intesa, e Pete se ne accorge. I pubblicitari consigliano a Rachel alcune mosse per attirare nuovi clienti, ma sono tutte cose che ella ha messo già in pratica da tempo: sarcasticamente, la donna osserva che nessuno di loro ha voluto fare lo sforzo di visitare il suo negozio per rendersi conto di come sia effettivamente. Don le dà ragione, e promette di farlo. Quando i due si incontrano al negozio, egli la bacia, confessandole però di essere già sposato: Rachel, delusa, risponde che vuole che ad occuparsi del suo negozio sia qualcun altro.
Il giorno seguente, a casa Draper si festeggia il sesto compleanno della piccola Sally: arrivano i vicini, tra cui Francine e il marito Carlton, e Betty rivela di aver invitato anche la nuova vicina, Helen. Mentre i bambini giocano, gli uomini bevono e scherzano in salotto e le donne chiacchierano in cucina: Francine indelicatamente solleva la questione del divorzio di Helen. Don esce per ritirare la torta di compleanno, ma dopo un'ora non è ancora tornato: preoccupata, Betty accetta l'aiuto di Helen, che va a prendere un dolce a casa sua.
Don nel frattempo è seduto nella sua auto ferma in un parcheggio, e riflette. Torna a casa solo a sera, e Betty scopre che ha portato un regalo per la figlia, un cane, Polly: ancora arrabbiata per la sua "fuga" del pomeriggio, la donna va a letto senza commentare.
- Guest star: John Slattery (Roger Sterling), Anne Dudek (Francine Hanson)

## La Casta
- Titolo originale: New Amsterdam
- Diretto da: Tim Hunter
- Scritto da: Lisa Albert

### Trama
Pete viene condotto dalla moglie Trudy a visitare un bell'appartamento in vendita su Park Avenue, che la ragazza desidererebbe acquistare, ma Pete le spiega che con il suo stipendio attuale non possono ancora permetterselo. Dopo averla incontrata alla Sterling Cooper, Don invita Rachel Menken a pranzo, ma la donna rifiuta.
Betty porta a passeggio il cane nel quartiere, e passando davanti alla casa di Helen Bishop vede un uomo, il suo ex marito, che bussa con violenza e chiede di entrare: lo sconosciuto, quando la vede, le chiede di poter usare il suo telefono, ma Betty rifiuta e si allontana in fretta. Più tardi, Helen va a trovarla per scusarsi dello spettacolo e ringraziarla: le due parlano, e Helen le rivela che ha lasciato il marito per via dei suoi continui tradimenti.
Nel frattempo, Pete si reca dai suoi genitori: suo padre Andrew critica la sua scelta di lavorare nel mondo della pubblicità, non ritenendolo un mestiere appropriato per uno del suo status. Pete, a disagio, chiede un aiuto finanziario per l'acquisto dell'appartamento sull'Upper East Side, ma il padre glielo rifiuta bruscamente.
Il giorno seguente, un meeting con un magnate dell'acciaio si conclude in modo insoddisfacente: il cliente non è convinto della campagna pubblicitaria che gli viene proposta. Don si innervosisce per le intromissioni di Pete in un campo, quello creativo, che non gli compete, e gli consiglia di non farlo più.
Helen chiede a Betty il favore di fare da baby-sitter a Glen per quella sera, perché ella deve recarsi inaspettatamente al lavoro. Glen però si comporta in modo strano, entrando in bagno mentre Betty è seduta sulla toilette, e chiedendole di regalargli una ciocca dei suoi capelli, cosa che la donna, riluttante, alla fine acconsente a fare.
Nel frattempo, Pete è a cena con Trudy e i suoceri: la ragazza, a differenza di lui, non ha alcun imbarazzo a chiedere ai genitori i soldi per acquistare l'appartamento, e viene da loro prontamente accontentata; Pete non vorrebbe accettare, ma i suoceri non sentono ragioni.
Pete ha poi un incontro con il magnate dell'acciaio, e cerca di illustrargli alcune sue idee. Il giorno dopo, alla Sterling Cooper, di fronte a Don, l'uomo si dichiara soddisfatto delle proposte di Pete: dopo che egli è andato via, Pete si aspetta di ricevere i complimenti di Don, e invece questi, furioso, lo licenzia. Roger Sterling è d'accordo con lui, ma Bertram Cooper sottolinea che la famiglia di Pete è molto importante, e pertanto il ragazzo è utile per i contatti in alto che può assicurare. Pete non viene più licenziato, ma Sterling gli ordina di comportarsi bene con Draper, del quale dice, mentendo, che era stato l'unico a difenderlo, mentre lui e Cooper volevano cacciarlo.
- Guest star: John Slattery (Roger Sterling), Robert Morse (Bertram Cooper), Alison Brie (Trudy Campbell)

## La stanza 5G
- Titolo originale: 5G
- Diretto da: Lesli Linka Glatter
- Scritto da: Matthew Weiner

### Trama
Don riceve un premio per il suo lavoro, e un articolo con una sua foto compare sull'Advertising Age. Anche Ken Cosgrove ha di che festeggiare: un suo racconto è stato pubblicato sulla rivista The Atlantic Monthly, e Pete, Paul e Harry sono molto invidiosi.
Peggy ascolta per errore una telefonata fra Don e la sua amante Midge, e scopre così la loro relazione: pochi minuti dopo, Don esce "a pranzo", in realtà per incontrare la donna, come Peggy capisce benissimo.
Quella sera, Pete fa leggere a Trudy un racconto che ha scritto, e chiede alla moglie di sfruttare la sua amicizia con Charlie Fiddich, un pezzo grosso dell'editoria, perché sia pubblicata: la ragazza è riluttante, perché Charlie è il suo ex fidanzato, ma alla fine accetta.
Il giorno seguente, alla Sterling Cooper, durante una riunione di lavoro, Peggy comunica a Don che un tale di nome Adam Whitman desidera vederlo: Don nasconde a fatica il suo sconcerto, ed esce dalla stanza. Incontra dunque Adam, un ragazzo di 25 anni che lo saluta calorosamente chiamandolo Dick e dicendo di essere il suo fratello minore: l'ha rintracciato perché ha visto la sua foto sul giornale, altrimenti per anni aveva creduto che egli fosse morto durante la guerra di Corea. I due si recano in un locale lì vicino per parlare, dove Adam dice a Don che sua madre (che è la matrigna di Don) è morta da qualche tempo. Ma dopo poche altre parole Don, visibilmente turbato, prega Adam di lasciarlo stare e non cercarlo più, e se ne va.
Nel frattempo in ufficio sono arrivati Betty e i bambini: Peggy crede che Don sia uscito per incontrare l'amante, e non sa cosa inventarsi per tenerli occupati fintanto che egli non torna; preoccupata, si lascia sfuggire la cosa con Joan. Trudy si reca a trovare Charlie Fiddich per chiedergli di far pubblicare il racconto di Pete: egli però vorrebbe che lui e Trudy tornassero insieme, nonostante lei sia sposata, ma Trudy rifiuta.
Don riceve una busta dal fratello con una vecchia fotografia di loro due insieme e un biglietto in cui Adam ha scritto il suo indirizzo e la stanza d'albergo dove alloggia.
Trudy comunica a Pete che Charlie ha fatto in modo che il suo racconto compaia sul Boy's Life Magazine, ma Pete è deluso, avrebbe preferito una testata più importante: Trudy arrabbiata lo avvisa che se avesse voluto avrebbe potuto ottenere molto di più, ma non l'ha fatto.
Quella sera, Don esce di casa per incontrare Adam. Gli offre 5.000 dollari in cambio della promessa che lascerà New York e non lo cercherà mai più: deluso, Adam acconsente e prende il denaro.
- Guest star: Alison Brie (Trudy Campbell), Jay Paulson (Adam Whitman), Kiernan Shipka (Sally Draper)

## Babilonia
- Titolo originale: Babylon
- Diretto da: Andrew Bernstein
- Scritto da: Andre Jacquemetton e Maria Jacquemetton

### Trama
Don cade accidentalmente dalle scale e, mentre si trova steso a terra, rivede davanti agli occhi il momento in cui, da bambino, aveva ricevuto la notizia della nascita del suo fratellastro Adam. Più tardi, Don parla assieme a Betty dei progressi che ella sta facendo con la terapia, relativamente soprattutto all'elaborazione del lutto per la morte di sua madre.
Alla Sterling Cooper, Don deve occuparsi di promuovere il turismo diretto a Israele. Nel frattempo, Roger Sterling riceve la visita in ufficio della moglie Mona e della figlia Margaret. Mentre le due sono impegnate dal parrucchiere, Roger ne approfitta per intrattenersi con la sua amante, Joan: l'uomo sta pensando di chiedere il divorzio per stare solo con lei, ma a Joan non piace avere un legame stabile.
Don, Paul e Pete si documentano su Israele per trovare qualche idea, consultando tra l'altro il romanzo Exodus di Leon Uris, ma non concludono granché: Don chiama allora Rachel Menken sperando che possa aiutarlo, in quanto ebrea, e i due decidono di vedersi il giorno seguente a pranzo.
Il copywriter Fred Rumsen si sta invece occupando della campagna pubblicitaria di Belle Jolie, una marca di rossetti: per testare il prodotto sul suo target vengono convocate tutte le segretarie dell'ufficio, tra cui Peggy, che eccitate si mettono a provare i vari colori, non sapendo di essere osservate attraverso un vetro dagli uomini, che si scambiano battute da caserma. Solo Peggy appare perplessa.
Dopo aver pranzato con Don, Rachel si rende conto di essere sempre più attratta da lui, e ne parla al telefono con la sorella, che la invita a cogliere l'attimo per non rimanere per sempre sola. Invece, tornato in ufficio, Don parla con Salvatore e Fred della campagna per i rossetti, e i due gli riferiscono un'interessante intuizione avuta da Peggy: aveva definito un cestino della spazzatura pieno di fazzoletti sporchi di rossetto un "cesto di baci". I tre decidono di chiederle di provare a scrivere qualcosa.
Più tardi, Don si reca a trovare Midge, ma i due sono interrotti da un amico di lei, Roy Hazelitt, che li invita a un concerto in un locale del Greenwich Village: i due uomini hanno poi una discussione, Roy critica Don perché, sostiene, il suo lavoro non fa altro che rafforzare il sistema consumistico che li rende tutti schiavi: quando chiede a Don come riesca a dormire la notte, questi risponde "su un letto fatto di soldi".
- Guest star: Joel Murray (Fred Rumsen), Talia Balsam (Mona Sterling)

## Una piccola vendetta
- Titolo originale: Red in the Face
- Diretto da: Tim Hunter
- Scritto da: Bridget Bedard

### Trama
Don continua a informarsi presso il Dr. Wayne di come procede la terapia di Betty: lo psichiatra gli spiega che trova la donna molto presa da piccole gelosie tra amiche e vicine, ansiosa per tante piccole minuzie e fondamentalmente molto immatura, un quadro che, come sostiene, non è infrequente fra le casalinghe sposate a uomini di successo.
In ufficio, Peggy dice a Pete che le è stato chiesto di scrivere qualcosa per la campagna dei rossetti Belle Jolie, e Pete si offre di ricontrollare il suo lavoro quando avrà finito. Approfittando del fatto che la moglie e la figlia sono fuori città, Roger invita Joan a passare la serata con lui, ma la ragazza ha già fatto programmi con un'amica: alla fine, per evitare che passi la serata da solo, Don invita l'amico a cena a casa sua. Don, Roger e Betty chiacchierano a tavola tra un bicchiere di vino e l'altro, e Roger racconta delle sue esperienze da militare: ha combattuto nel Pacifico durante la seconda guerra mondiale. Don, invece, come al solito, è molto riservato sulla sua esperienza in Corea. Mentre Don è momentaneamente assente, Roger, un po' alticcio, cerca di abbracciare Betty: quando Don rientra si accorge subito che è successo qualcosa e, dopo che l'amico se ne è andato, sgrida aspramente la moglie per l'atteggiamento leggero e frivolo che ha tenuto quella sera. Il giorno dopo, Roger si scusa con Don per il suo comportamento inopportuno, e Don accetta le scuse.
Nel frattempo, Pete si reca in un grande magazzino per restituire un regalo di nozze arrivato due volte, ma viene trattato con una certa scortesia dalla commessa, che invece si sdilinquisce quando arriva casualmente un bel ragazzo di cui Pete è amico; alla fine, comunque, riesce a farsi sostituire l'oggetto, e sceglie di prendere un fucile, che mostra orgoglioso ai colleghi quando torna in ufficio. Ma, quando scopre cosa ha preso al posto del loro regalo, Trudy va su tutte le furie.
La Sterling Cooper si occuperà della campagna presidenziale di Richard Nixon, e il suo staff è atteso per l'indomani. Betty ha uno spiacevole incontro con Helen al supermercato: la donna ha scoperto la ciocca di capelli di Betty che il figlio conserva ed è alquanto irritata; d'istinto, Betty la schiaffeggia.
Poco prima dell'incontro relativo a Nixon, Don e Roger fanno una scorpacciata di ostriche innaffiate da abbondante alcol, ma, per loro sfortuna, quando tornano in ufficio scoprono che l'ascensore è guasto. In realtà, è stato Don a pagare uno degli inservienti per fingere che l'ascensore fosse fuori servizio. Pertanto sono costretti a fare 23 piani a piedi: lo sforzo e il pranzo appena ingurgitato fanno sì che Roger vomiti proprio davanti al capo dello staff di Nixon. Don nasconde il suo divertimento di fronte a quella scena.
- Guest star: Robert Morse (Bertram Cooper)

## Fascino italiano
- Titolo originale: The Hobo Code
- Diretto da: Phil Abraham
- Scritto da: Chris Provenzano

### Trama
Per motivi diversi, Pete e Peggy arrivano contemporaneamente in ufficio molto presto, prima degli altri colleghi: lui dovrà uscire prima per supervisionare i lavori del trasloco nel nuovo appartamento, lei vuole avere tempo per preparare la sua presentazione per i rossetti Belle Jolie. Quando però la ragazza entra un attimo nell'ufficio di lui per chiedergli se vuole una tazza di caffè, Pete la invita a trattenersi, quindi la bacia appassionatamente: i due fanno l'amore sul divano dell'ufficio, per poi separarsi in fretta quando l'ufficio comincia a popolarsi.
La centralinista Lois Sadler ha una cotta per Salvatore Romano, del quale ascolta le conversazioni in italiano che fa al telefono con sua madre, finché non trova il coraggio di andarlo a trovare direttamente nel suo ufficio.
Bertram Cooper premia Don per il suo eccellente lavoro gratificandolo con un assegno di 2.500 dollari, consigliandogli la lettura del libro di Ayn Rand Atlas Shrugged.
Fred Rumsen illustra ai due rappresentanti della Belle Jolie la proposta per la campagna pubblicitaria, basata sull'idea di Peggy: mentre uno dei due, Elliot, è soddisfatto, l'altro è perplesso, e commenta che la pubblicità non mette abbastanza in risalto il fatto che i rossetti Belle Jolie hanno una vastissima gamma di colori. Don ribatte in modo piuttosto veemente che non è quello l'aspetto su cui puntare, e alla fine riesce a convincerlo. Una buona parte del merito per il successo va a Peggy, come Don e Fred riconoscono onestamente: felice, la ragazza invita per quella sera le altre segretarie, i colleghi e anche Pete a festeggiare in un locale. Lois prova a invitare anche Sal, ma invece questi si reca a cena con Elliot. I due uomini chiacchierano, e fra loro è evidente l'attrazione reciproca, ma, quando Elliot diventa più esplicito nelle sue avances, Sal se ne va precipitosamente, turbato.
Nel frattempo, Peggy e i suoi colleghi della Sterling Cooper si scatenano con il twist: la ragazza vorrebbe ballare con Pete, che siede da solo scuro in volto, ma, quando gli si avvicina, lui la respinge, dicendo che non gli piace che si comporti in quel modo. Si alza e se ne va, mentre Peggy fatica a non scoppiare a piangere.
Don intanto va da Midge, ma a casa sua trova anche Roy e altri loro amici: con i soldi dell'assegno vorrebbe convincere la donna a partire subito con lui per Parigi, invece lei lo invita a passare la serata con loro, fumando marijuana e ascoltando un disco di Miles Davis. Dopo aver fumato, Don rivive una scena di molti anni fa, quando era bambino, ancora noto come "Dick". Vive in una povera fattoria assieme a suo padre Archie Whitman e alla moglie di lui, Abigail, la sua matrigna. Arriva un vagabondo che, in cambio di aiuto in alcuni lavoretti, chiede un posto per la notte, e viene ospitato. Quando Dick si reca da lui per portargli delle coperte, i due scambiano alcune parole. Dick gli racconta che sua madre era una giovanissima prostituta morta nel darlo alla luce, e il vagabondo gli dice di aver volontariamente abbandonato una vita fatta di costrizioni per viaggiare ed essere libero. Insegna inoltre al bambino i segni convenzionali che i vagabondi tracciano con un gesso sugli steccati delle case per segnalare se lì si verrà accolti bene o male: quando, la mattina seguente, l'uomo riparte, Dick nota che ha tracciato il segno che indica che il padrone di casa, Archie, non è un brav'uomo, poiché non ha pagato il suo lavoro sebbene l'avesse promesso.
Risvegliatosi dalla visione, Don si rende conto che Roy e Midge provano qualcosa l'uno per l'altra. Gli amici di Midge, beat e contestatari, criticano il suo lavoro e il suo stile di vita: innervosito, Don chiede di nuovo a Midge di seguirlo a Parigi e, quando la donna rifiuta, le cede il suo assegno e se ne va.
- Guest star: Rosemarie DeWitt (Midge Daniels), Robert Morse (Bertram Cooper), Alison Brie (Trudy Campbell), Joel Murray (Fred Rumsen)

## Concorrenza sleale
- Titolo originale: Shoot
- Diretto da: Paul Feig
- Scritto da: Chris Provenzano e Matthew Weiner

### Trama
A teatro, Don e Betty incontrano Jim Hobart, che dirige un'agenzia pubblicitaria rivale della Sterling Cooper e che tenta con un'offerta molto lusinghiera di convincere Don a venire a lavorare per lui. Parlando in privato con Betty, Jim nota la somiglianza di lei con Grace Kelly, e la donna gli rivela di aver lavorato come modella in passato: Jim coglie l'occasione per proporle di essere il volto della nuova campagna della Coca-Cola di cui si sta occupando. Il giorno dopo, mentre Don, in ufficio, riceve una telefonata di Jim, che lo lusinga prospettandogli clienti prestigiosi come la Pan Am e la Esso, Betty rievoca con l'amica Francine quel periodo spensierato della sua giovinezza, quando si accompagnava a uno stilista italiano di nome Giovanni; ne parla anche con il suo psichiatra, ricordando come la madre fosse decisamente contraria a che lei intraprendesse quella carriera: il Dr. Wayne ritiene che ella provi rabbia nei confronti della madre, ma Betty nega, reagendo per la prima volta con stizza.
Alla Sterling Cooper viene visionato un filmato di Jackie Kennedy, moglie dello sfidante di Nixon, John F. Kennedy, e si discute della strategia per la campagna presidenziale. Quando Don torna a casa la sera, Betty gli comunica che ha deciso di ricominciare a lavorare come modella per pochi giorni alla settimana: Don è inizialmente contrario, ma poi cede.
Il giorno seguente, Roger Sterling, preoccupato dall'eventualità che il suo amico Don lasci la Sterling Cooper, tenta di convincerlo a rimanere, mentre Peggy, piegandosi, sente la sua gonna strapparsi su un fianco. Joan le presta un suo abito, ma a Peggy, che è un po' ingrassata, non sta molto bene: Ken, Paul e gli altri fanno alcuni commenti beffardi alle sue spalle, cui Pete non prende parte, anzi, si alza e si allontana senza una parola. Poco dopo, parlando con Harry, ha un'idea per la campagna presidenziale di Nixon: negli Stati incerti, la Sterling Cooper dovrà fare in modo di accaparrarsi tutto lo spazio disponibile sui media per trasmettere pubblicità di lassativi, in modo tale che gli spot per Kennedy non trovino spazio.
Betty si reca al provino per la pubblicità della Coca-Cola e, con sua grande gioia, viene scelta: il giorno dopo ha il suo primo servizio fotografico, ma, durante la sua assenza, i suoi figli, Sally e Robert, mal sorvegliati dalla baby-sitter, non riescono a impedire che il cane Polly attacchi uno degli uccelli del loro vicino.
L'idea di Pete e Harry per la campagna di Nixon viene giudicata molto buona da Sterling e Cooper. Don riceve da Jim le fotografie del servizio di Betty; si reca da Roger e gli chiede, per restare, un aumento e la possibilità di lavorare senza un contratto che lo obblighi, e Roger lo accontenta. Quindi comunica per telefono la sua decisione a Jim, il quale gli fa capire che allora anche l'impegno con Betty verrà cancellato. Difatti, quando Betty si presenta per un altro servizio, le viene comunicato che non sarà più lei il volto della campagna pubblicitaria.
Nel frattempo, Pete e gli altri stanno chiacchierando, quando di nuovo Ken fa una battuta sgradevole sui chili di troppo di Peggy: stavolta Pete reagisce e lo colpisce con violenza.
A casa, Betty dice a Don di aver deciso che in fondo fare la modella non le interessa: Don, che sa che in realtà non è stata una sua decisione, mostra di credere alla sua versione. Il giorno dopo, Betty va in giardino e con il fucile giocattolo del figlio si mette a sparare agli uccelli del vicino.
- Guest star: Talia Balsam (Mona Sterling), Robert Morse (Bertram Cooper), Anne Dudek (Francine Hanson)

## Il lungo week-end
- Titolo originale: Long Weekend
- Diretto da: Tim Hunter
- Scritto da: Bridget Bedard, Andre Jacquemetton, Maria Jacquemetton e Matthew Weiner

### Trama
Il padre di Betty, Eugene, e la sua compagna Gloria, che Betty detesta, vengono in visita per il weekend. In ufficio, intanto, si cerca di trovare un'idea per la campagna presidenziale di Nixon: contrapponendolo a Kennedy, che viene da una famiglia agiata e potente, si potrebbe puntare sul fatto che invece Nixon si è fatto da solo, è un self-made man, si è sudato tutto ciò che ha conquistato. A seguire, il successivo meeting è con Rachel Menken e suo padre, Abraham, cui Don illustra le sue idee: lui e Rachel si scambiano sguardi.
Roger e Joan pianificano di passare la serata insieme contando sul fatto che Mona e Margaret Sterling sono fuori città, ma l'improvviso arrivo della coinquilina di lei, Carol, in lacrime perché è stata appena licenziata, spinge Joan a rinunciare ai suoi programmi per uscire insieme a lei.
Pete comunica a Don che un cliente ha appena rescisso i rapporti con l'agenzia perché insoddisfatto; quindi, si reca da Peggy e le chiede perché lo stia platealmente ignorando, ma la ragazza risponde che con lui non sa mai se sarà carino o crudele. Pete si allontana.
Roger e Don si presentano a un provino per modelle in cui vengono esaminate coppie di gemelle, e Roger seleziona sul posto due ragazze di nome Eleanor e Mirabelle Ames, invitandole a salire nel suo ufficio. Dopo abbondanti bevute, Roger inizia a flirtare in modo esplicito con entrambe: Don vorrebbe andarsene, ma viene convinto a restare.
Nel frattempo, Joan e Carol si stanno preparando per uscire, quando Carol trova finalmente il coraggio, dopo anni di amicizia, di dire a Joan che la ama: fingendo di non aver compreso, Joan le fa fretta per uscire. Più tardi le due rimorchiano due uomini, che fanno salire nel loro appartamento.
Alla Sterling Cooper, Don ed Eleanor si sono allontanati, quando sentono Mirabelle, rimasta con Roger, gridare: accorrono e trovano Roger nudo sul pavimento e rantolante per un infarto. Pochi minuti dopo, un'ambulanza lo porta in ospedale, dove Don, mandate via le due ragazze, lo accompagna; più tardi arrivano Mona e Margaret.
Saputa la notizia, quella stessa notte Joan, controllando stoicamente l'ansia per la salute dell'amante, aiuta Bertram Cooper a redigere telegrammi indirizzati a tutti i loro clienti in cui si assicura che il lavoro procederà normalmente. Dall'ospedale, Don telefona a Betty per dirle che non potrà andare con loro fuori per il weekend come avevano previsto. Agitato, perché quanto è accaduto a Roger gli ha ricordato quanto sia fragile la vita umana, si reca quindi a casa di Rachel Menken, e i due fanno l'amore. Dopo, confida alla donna qualcosa del suo passato: sua madre era una prostituta e, quando morì nel darlo alla luce, il neonato venne portato a casa del padre e di sua moglie; suo padre era un alcolizzato che rimase ucciso dal calcio di un cavallo; dopo la sua morte, la sua matrigna si era trovata un altro uomo.
- Guest star: Talia Balsam (Mona Sterling), Robert Morse (Bertram Cooper)

## Un caldo tropicale
- Titolo originale: Indian Summer
- Diretto da: Tim Hunter
- Scritto da: Tom Palmer e Matthew Weiner

### Trama
Adam Whitman chiede all'addetto alla reception del suo albergo di spedire per lui un pacco, indirizzato a "Donald Draper, 405 Madison Avenue"; quindi, tornato nella sua stanza, sparpaglia su un tavolo le mazzette di banconote che il fratello gli ha dato e si impicca.
Siamo a ottobre 1960, e fa un caldo inusuale per la stagione. Roger si sta ancora riprendendo dal suo infarto. Nell'ufficio di Don, si discute su come promuovere una cintura di plastica a forma di mutandoni che, indossata, rilascia delle scariche elettriche che dovrebbero aiutare a dimagrire. Si fanno alcune battute sul fatto che potrebbe essere utile a Peggy, che è sempre più tonda e sciatta, ma Fred interviene dicendo che potrebbe effettivamente provare lei il marchingegno, non perché le serva, ma perché col suo talento creativo può venirle qualche buona idea su come pubblicizzarlo. Quella notte, quindi, prima di mettersi a letto, Peggy indossa la cintura, preme l'interruttore e immediatamente avverte una sensazione simile all'orgasmo. Subito spegne la macchina.
Nel frattempo, la relazione fra Don e Rachel prosegue: la donna non è mai stata così felice, teme di vivere un sogno a occhi aperti.
Il giorno seguente, Peggy spiega a Don con molto imbarazzo quali sono gli "effetti" dell'Electrosizer che ha sperimentato. Nonostante i giri di parole della ragazza, Don capisce e le chiede di scriverci su qualcosa che possa tornare utile. Dopo, Cooper lo informa che i loro clienti della Lucky Strike, il cui rapporto con l'agenzia era curato da Roger, sono nervosi: stanno pensando di abbandonarli ora che le condizioni di salute di Roger destano preoccupazioni. Viene quindi organizzato un pranzo per l'indomani cui dovrà necessariamente partecipare anche Roger, per tranquillizzare i clienti.
A casa Draper, Betty riceve la visita di un venditore porta a porta di condizionatori: la donna lo fa entrare, ma poi, turbata, lo manda via. Quando viene a saperlo, Don si arrabbia perché ha permesso a un estraneo di entrare in casa.
Il giorno seguente, Roger, accompagnato dalla moglie Mona, rientra per la prima volta dopo l'infarto in agenzia, pronto per il pranzo aziendale. Rimasto solo con Joan, incaricata di truccarlo per dargli un po' di colorito, Roger le dice quanto gli sia mancata. Arrivano Lee Garner Sr. e altri pezzi grossi della Lucky Strike, ma il pranzo è iniziato solo da pochi minuti quando Roger viene colpito da un secondo infarto e viene di nuovo portato via in ambulanza.
Saputa la notizia, Harry, Paul, Pete, Ken e Salvatore discutono sul futuro dell'agenzia: sono convinti che Don diventerà socio, e si chiedono se sono o meno nelle sue grazie. Pete dà segni di irritazione.
Peggy si reca a un appuntamento con un uomo che però fa commenti denigratori sul suo lavoro di pubblicitaria: nonostante si sforzi, non avrà mai l'aria della ragazza nata a Manhattan, dice. Offesa, Peggy replica che la gente di Manhattan le sembra migliore perché è ambiziosa e non si accontenta, e se ne va. Quella stessa notte, Don telefona al Dr. Wayne per lamentarsi degli scarsi progressi della moglie.
La presentazione di Peggy sul marchingegno dimagrante deve ancora essere migliorata, ma fa comunque un'impressione positiva su Don, che fa alcune critiche costruttive. Finito il meeting, Peggy gli chiede timidamente se non si sia meritata una scrivania tutta per sé.
A casa da sola, Betty si scopre a fare fantasie erotiche sul venditore che aveva bussato alla sua porta alcuni giorni prima.
Cooper comunica a Don che vuole farlo diventare socio: felice per la promozione, Don dà a Peggy il resto della giornata libero e va a casa. Venuto a cercarlo, Pete entra nel suo ufficio vuoto; proprio in quel momento viene consegnato il pacco spedito da Adam: dopo alcuni istanti, Pete lo prende e si allontana.
- Guest star: Talia Balsam (Mona Sterling), Robert Morse (Bertram Cooper), Joel Murray (Fred Rumsen)

## Nixon contro Kennedy
- Titolo originale: Nixon vs. Kennedy
- Diretto da: Alan Taylor
- Scritto da: Lisa Albert, Andre Jacquemetton e Maria Jacquemetton

### Trama
È il giorno delle elezioni presidenziali: Don entra nell'ufficio di Cooper assieme a Herman "Duck" Phillips, candidato al posto di capo del settore vendite alla Sterling Cooper. Anche Pete vorrebbe quel posto, e cerca di convincere Don di essere il più adatto al ruolo: Don però gli consiglia di avere pazienza, vista la sua ancor giovane età.
Paul, Harry, Joan, Ken, Sal, i colleghi e le segretarie hanno programmato di passare la notte in allegria alla Sterling Cooper in attesa del risultato delle elezioni, e hanno fatto un'ampia scorta di alcolici. Man mano che i drink aumentano, gli scherzi e le allusioni si fanno sempre più pesanti. Un po' a disagio, Peggy se ne va a casa.
Nel frattempo, è ormai notte, Pete, a casa, esamina il contenuto del pacco di Adam che ha preso nell'ufficio di Don: lettere, vecchie fotografie, tra cui una in cui un giovane Don è in compagnia di un ragazzino, e sul cui retro è scritto "Dick e Adam, 1944".
Alla Sterling Cooper, il party continua: i ragazzi mettono in scena una commedia scritta da Paul. Alla notizia che Nixon è risultato vincitore nello Stato-chiave dell'Ohio, tutti esultano: nell'eccitazione del momento, Harry, che è sposato, bacia Hildy, una delle segretarie, e i due fanno l'amore nel suo ufficio.
La mattina seguente, Peggy trova ancora il disordine della festa, e i colleghi che tentano di riprendersi dalla sbronza. Il risultato delle elezioni è ancora incerto, ma Cooper dice a Don che probabilmente la spunterà Kennedy, perché un riconteggio durerebbe troppo e il Paese al momento non può rimanere a lungo senza Presidente.
Pete si reca nell'ufficio di Don con il pacco di Adam: constatato che non riesce a convincere Don a dargli la promozione, lo ricatta, dicendogli di sapere tutto del suo passato. Grazie a un amico al Dipartimento della Difesa, ha saputo che "Dick Whitman" è morto in Corea 10 anni prima, e all'improvviso nello stesso periodo è spuntato un Donald Draper. Nonostante il ricatto, Don non cede. Dopo che Pete è partito lasciandogli il pacco, si abbandona per un attimo ai ricordi: in un flashback, si torna in Corea nel 1950, il soldato Dick Whitman viene assegnato agli ordini del tenente Donald Draper.
Di nuovo nel presente, Don, sconvolto e spaventato perché il suo segreto rischia di venire alla luce, si reca precipitosamente da Rachel Menken e la prega di partire subito con lui per Los Angeles: la donna è perplessa e obietta che lei ha il suo lavoro e lui una famiglia. I due litigano, e infine Rachel capisce che l'importante per Don è scappare, non partire con lei.
Tornato in ufficio, Don affronta a viso aperto Pete, dicendogli di non avere affatto paura di lui e di aver intenzione di assumere Duck: se ne ha veramente il coraggio, Pete può pure mettere in pratica le sue minacce. Sorpreso da questa mossa, Pete è allora praticamente costretto ad andare da Cooper per dirgli quello che sa, e Don lo segue: ma la rivelazione che il vero nome di Don è Dick Whitman e che egli possa addirittura essere un disertore e un criminale lascia Cooper totalmente indifferente. Pertanto, la mossa di Pete è andata incontro a un fiasco completo.
Don ricorda quando, in Corea, lui, Dick, e il tenente Draper erano stati attaccati dal nemico, e la morte accidentale di Draper in un'esplosione: in quel momento, Dick aveva scambiato le piastrine identificative che i due portavano al collo. All'ospedale militare, Dick è ormai scambiato per Don Draper: ferito, viene decorato con un Purple Heart e può tornare in patria, ma dovrà scortare a casa la salma del compagno per consegnarla alla famiglia. Quando arriva alla sua stazione, osserva dal treno, rimanendo nascosto, i Whitman giunti a ritirare la bara: solo il piccolo Adam riesce a scorgerlo sul treno, ma il convoglio riparte subito.
Tornato a casa, Don assiste in TV al discorso con cui Nixon si congratula con Kennedy per la vittoria.
- Guest star: Alison Brie (Trudy Campbell), Robert Morse (Bertram Cooper), Mark Moses (Herman "Duck" Phillips)

## La ruota del destino
- Titolo originale: The Wheel
- Diretto da: Matthew Weiner
- Scritto da: Matthew Weiner e Robin Veith

### Trama
Il suocero di Pete, Tom Vogel, consola il genero per la mancata promozione e gli consiglia di concentrarsi piuttosto sul concepire presto un figlio con Trudy. Si avvicina il giorno del ringraziamento e, mentre Betty e i bambini lo passeranno con il padre di lei e Gloria, Don non si unirà a loro, ufficialmente perché molto impegnato con il lavoro, in realtà perché non ha mai avuto buoni rapporti col suocero. Nel frattempo, Harry, a seguito della sua scappatella, è stato sbattuto fuori di casa dalla moglie e si è ridotto a sistemarsi negli uffici della Sterling Cooper.
Francine, affranta, rivela a Betty di aver scoperto che il marito la tradisce notando alcune telefonate sospette che risultavano dalla bolletta: dopo che l'amica è partita, anche Betty prende la busta con la bolletta, ancora sigillata, dallo studio di Don.
Nel frattempo, Duck Phillips presiede il suo primo meeting in qualità di capo delle vendite della Sterling Cooper: vorrebbe che il suo staff attirasse clienti più prestigiosi, come ad esempio la Kodak, che sta per lanciare un nuovo proiettore di diapositive.
Ken e Peggy esaminano alcune ragazze per la pubblicità radiofonica dell'apparecchio dimagrante, e Peggy appare molto sicura del risultato che vuole ottenere e autoritaria, al punto da intimidire le ragazze, impressionando il collega.
Avendo di fronte a sé la foto di lui e Adam da ragazzi, Don telefona all'albergo del fratello, ma gli viene detto che questi si è suicidato: la notizia lo lascia costernato e affranto.
Quella notte Betty, esaminando la bolletta, nota frequenti telefonate notturne: pensando che Don chiami la sua amante, compone il numero e, con sua grande sorpresa e vergogna, scopre che invece il marito telefonava al suo psichiatra. Il giorno dopo incontra per caso Glen, il figlio di Helen Bishop: nonostante il bambino le dica che sua madre non vuole che parli con lei, la donna non ha nessun altro con cui confidarsi, e gli rivela di essere molto triste.
Pete mette in pratica il suggerimento di Duck e convince il suocero a rivolgersi alla Sterling Cooper per la campagna pubblicitaria della Clearasil, l'ultima linea di prodotti per la cura della pelle della sua azienda, la Richardson-Vicks. Don e Cooper si congratulano con lui per il successo.
Parlando con il Dr. Wayne, Betty intenzionalmente si lascia scappare un commento apparentemente casuale e fuggevole sul fatto che sa che Don la tradisce: a volte quando fanno l'amore ha l'impressione che lui pensi di essere con un'altra donna.
Don presenta con successo ai clienti della Kodak la sua idea per la pubblicità, proiettando alcune diapositive della sua famiglia in momenti felici; Harry viene colto dalla commozione al pensiero dei suoi problemi coniugali, e anche Don, dopo aver rivisto quella sequenza di ricordi, appare pensieroso.
Don dice a Pete di voler affidare a Peggy la campagna per le creme Clearasil, indirizzate a una clientela femminile; sdegnato, Pete ribatte che la ragazza non è neppure una copywriter ma una semplice segretaria, e allora Don la promuove su due piedi; Pete lascia la stanza furibondo. Mentre si sta trasferendo nel suo nuovo piccolo ufficio, Peggy viene colta da lancinanti dolori allo stomaco: si reca in fretta al pronto soccorso, dove riceve la sconvolgente e inaspettata notizia che sta per partorire. Dà alla luce un maschio, ma, quando l'infermiera glielo porta, rifiuta di prenderlo in braccio.
Don torna a casa; si immagina di essere ancora in tempo per partire assieme alla moglie e ai figli per il weekend, ma è solo una sua fantasia: Betty e i bambini sono già partiti e la casa è deserta.
- Guest star: Alison Brie (Trudy Campbell), Robert Morse (Bertram Cooper), Mark Moses (Herman "Duck" Phillips), Anne Dudek (Francine Hanson)